# Blekets kyrka
Blekets kyrka är en före detta kyrkobyggnad belägen i Tjörns kommun. Den tillhörde Stenkyrka församling i Göteborgs stift i Svenska kyrkan.

## Historia
Blekets kyrka invigdes i januari 1929. Då var kyrkan i princip bara en kyrksal. Därefter har kyrkan byggts om genom åren, bland annat när kyrkan fick sitt kor. Tornspiran byggdes 1955 när kyrkan fick sin kyrkklocka.

### Tagen ur bruk
Söndagen den 7 maj 2023 kl 15:00 firades det en speciell gudstjänst i kyrkan där den formellt avkristnades, togs ur bruk och skulle säljas.
Även om beslutet fattades under 2022 har processen att ta kyrkan ur bruk varit i gång redan under 2016.
Sedan december 2019 fram tills dagen då kyrkan togs ur bruk har inte någon verksamhet hållits i den heller.

## Kyrkobyggnaden
Den enkla vitmålade träkyrkan ligger i Blekets samhälle utmed vägen mot Klädesholmen. Kyrkan uppfördes 1928 på frivillig väg, enligt uppgift efter ritningar utförda av kyrkoherden Gustav Cederberg. Byggnaden är av panelklätt trä och fick först ett enskeppigt, rektangulärt gudstjänstrum under brutet tak. Tornspiran med kyrkklocka byggdes 1955 och det smalare, polygonalt avslutade koret tillkom året därpå. 
Kyrksalen täcks av ett tredingstak och inredningen är enkel med lösa stolar. Predikstolen står på golvet. Kyrkan har 80 sittplatser och är enkelt inredd.

## Inventarier
- Altaret från 1956 är tillverkat i trä och altarprydnaden utgörs av ett förgyllt träkors.
- Den vitmålade dopfunten av trä tillkom 1962. Dess åttakantiga fot är marmorerad i grått. Funten har en låg åttakantig cuppa med skuren dekor runt kanten.

### Orgel
Vid södra långväggen står en orgel tillverkad 1967 av Hammarbergs Orgelbyggeri AB. Den är mekanisk och har fem stämmor fördelade på manual och pedal.